# John Godina
John Carl Godina (Fort Sill, 31 maggio 1972) è un ex pesista e discobolo statunitense, vincitore di 3 titoli mondiali nel getto del peso (1995, 1997, 2001) e un titolo mondiale indoor nel 2001 sempre nel peso.
Ha un primato personale di 22,20 nel getto del peso, risultato che lo piazza al 13º posto nella graduatoria mondiale di tutti i tempi, e di 69,91 nel disco, risultato che lo colloca al 23º posto sempre nelle graduatorie mondiali all-time.

## Palmarès
| Anno | Manifestazione  | Sede       | Evento           | Risultato | Misura  | Note                                     |
| ---- | --------------- | ---------- | ---------------- | --------- | ------- | ---------------------------------------- |
| 1995 | Mondiali        | Göteborg   | Getto del peso   | Oro       | 21,47 m |                                          |
| 1995 | Mondiali        | Göteborg   | Lancio del disco | 10º       | 60,84 m |                                          |
| 1996 | Olimpiadi       | Atlanta    | Getto del peso   | Argento   | 20,79 m |                                          |
| 1997 | Mondiali indoor | Parigi     | Getto del peso   | Bronzo    | 20,87 m |                                          |
| 1997 | Mondiali        | Atene      | Getto del peso   | Oro       | 21,44 m |                                          |
| 1997 | Mondiali        | Atene      | Lancio del disco | 5º        | 65,40 m |                                          |
| 1999 | Mondiali indoor | Maebashi   | Getto del peso   | Argento   | 21,06 m | Miglior prestazione personale stagionale |
| 1999 | Mondiali        | Siviglia   | Getto del peso   | 7º        | 20,35 m |                                          |
| 1999 | Mondiali        | Siviglia   | Lancio del disco | 16º       | 62,27 m |                                          |
| 2000 | Olimpiadi       | Sydney     | Getto del peso   | Bronzo    | 21,20 m |                                          |
| 2000 | Olimpiadi       | Sydney     | Lancio del disco | 17º       | 61,60 m |                                          |
| 2001 | Mondiali indoor | Lisbona    | Getto del peso   | Oro       | 20,82 m | Miglior prestazione personale stagionale |
| 2001 | Mondiali        | Edmonton   | Getto del peso   | Oro       | 21,87 m |                                          |
| 2003 | Mondiali indoor | Birmingham | Getto del peso   | Argento   | 21,23 m |                                          |
| 2003 | Mondiali        | Parigi     | Getto del peso   | 8º        | 19,84 m |                                          |
| 2004 | Olimpiadi       | Atene      | Getto del peso   | 8º        | 20,19 m |                                          |
| 2005 | Mondiali        | Helsinki   | Getto del peso   | 17º       | 19,54 m |                                          |